# فرودگاه بارهاد
فرودگاه بارهاد (به انگلیسی: Barrhead Airport) یک فرودگاه همگانی است که یک باند فرود آسفالت دارد و طول باند آن ۱۰۶۹ متر است. این فرودگاه در کشور کانادا قرار دارد و در ارتفاع ۶۴۶ متری از سطح دریا واقع شده‌است.